# Kosowska dziewczyna

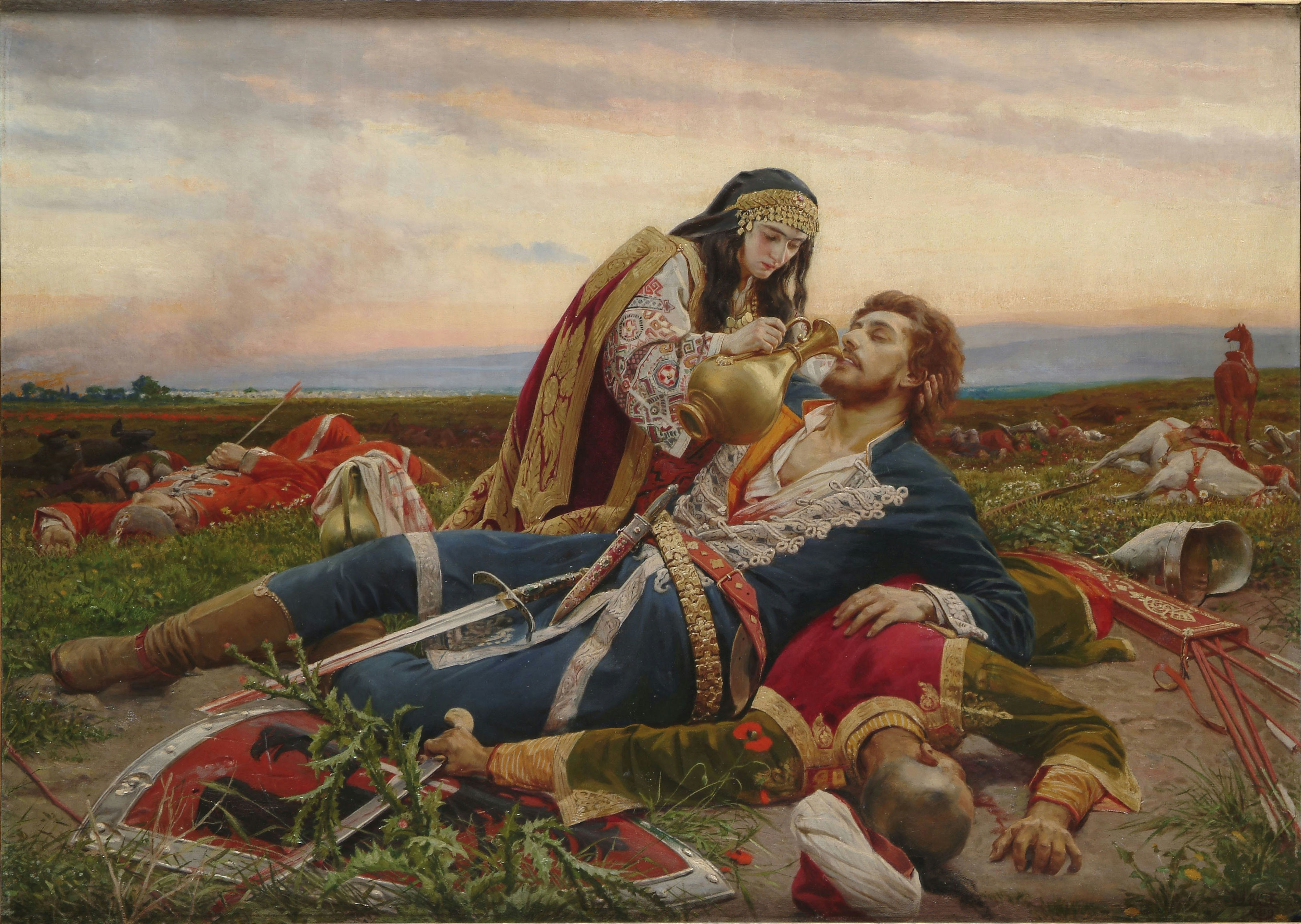
Kosowska dziewczyna pędzla Uroša Predicia, 1919

Kosowska dziewczyna, lub dziewczyna z Kosowa (serb. Косовка девојка/Kosovka devojka) – postać wywodząca się z serbskiego poematu cyklu kosowskiego pod tą samą nazwą. Stanowi również jeden z symboli związanych z mitem kosowskim, posiada odniesienia w serbskiej kulturze jako bohaterka obrazów, rzeźb i literatury.

## Poemat
Postać ma swoje korzenie w jednym z poematów cyklu kosowskiego – zbioru utworów opisujących wydarzenia przed i podczas bitwy na Kosowym Polu. Jest w nim przedstawiona jako młoda narzeczona walczącego w bitwie Milana Toplicy. Po zakończeniu starcia dziewczyna, niosąc chleb oraz dzbany z wodą i winem, udaje się na pobojowisko – tam karmi i opatruje rannych, jednocześnie szukając swojego narzeczonego. Rozmawia także z chorążym z armii Łazarza, Pavlem Orloviciem. Ten powiadamia ją o losie Milana, który wraz ze swoimi braćmi, Milošem Obiliciem i Ivanem Kosančiciem, walczył i poległ w bitwie.

## Inne przedstawienia
Najsłynniejszym dziełem nawiązującym do postaci kosowskiej dziewczyny jest realistyczny obraz olejny Uroša Predicia, tworzony w latach 1914–1919. Płótno nawiązuje do sceny z poematu, przedstawiając kobietę dającą pić rannemu żołnierzowi na pobojowisku. Znajdującego się na pierwszym planie mężczyznę często utożsamia się z postacią chorążego Pavle Orlovicia. Do innych przedstawień motywu kosowskiej dziewczyny należą m.in. obraz chorwackiego artysty Mirka Rački oraz marmurowa rzeźba Ivana Meštrovicia z 1909 roku. Jej wizerunek (na podstawie obrazu Predicia) wykorzystał również jugosłowiański zespół Bijelo dugme jako okładkę płyty pt. Bijelo dugme z 1984 roku. Jeden z oddziałów Obrony Narodowej Jugosławii w Antofagascie (złożony głównie z Chorwatów) nosił imię kosovkej devojki. Ustanowiony podczas I wojny bałkańskiej Medal Serbskiego Czerwonego Krzyża, posiadał na rewersie podobiznę postaci kosowskiej dziewczyny, wzorowaną na obrazie Predicia.